# Betty Boothroyd
Betty Boothroyd, baronne Boothroyd de Sandwell, née le 8 octobre 1929 à Dewsbury (Yorkshire) et morte le 26 février 2023 à Cambridge, est une femme politique britannique membre du Parti travailliste. 
Elle est élue députée de la circonscription de West Bromwich lors d'une élection partielle en 1973, puis de la circonscription de West Bromwich West lors des élections générales de février 1974.

Armooiries de la baronne Boothroyd de Sandwell.

Elle est la première femme à être élue présidente de la Chambre des communes, en 1992, poste qu'elle conserve jusqu'à sa démission, en 2000. Elle reçoit le titre de baronne Boothroyd de Sandwell, dans le comté des Midlands de l'Ouest en 2001, ce qui lui permet de siéger à la Chambre des lords en tant que pair à vie. En tant qu'ancienne présidente de la Chambre des communes, elle y figure parmi les indépendants (crossbenchers).